# Мадьярозавр
Мадьярозавр (лат. Magyarosaurus, буквально: венгерский ящер) — род завроподных динозавров, относимый к кладе Lithostrotia в составе титанозавров. Типовой и единственный общепринятый вид, Magyarosaurus dacus, известен по ископаемым остаткам из отложений формаций Санпетру и Денсус-Чула в Трансильвании (Румыния), образовавшихся на острове Хацег во времена позднемеловой эпохи (маастрихт).
Из формации Санпетру также описаны виды M. hungaricus и M. transsylvanicus, которые начиная с конца XX века считаются синонимичными типовому виду. Тем не менее, в начале XXI века некоторые исследователи пришли к выводу, что M. transsylvanicus является валидным видом, но не относится к роду Magyarosaurus.

## Описание

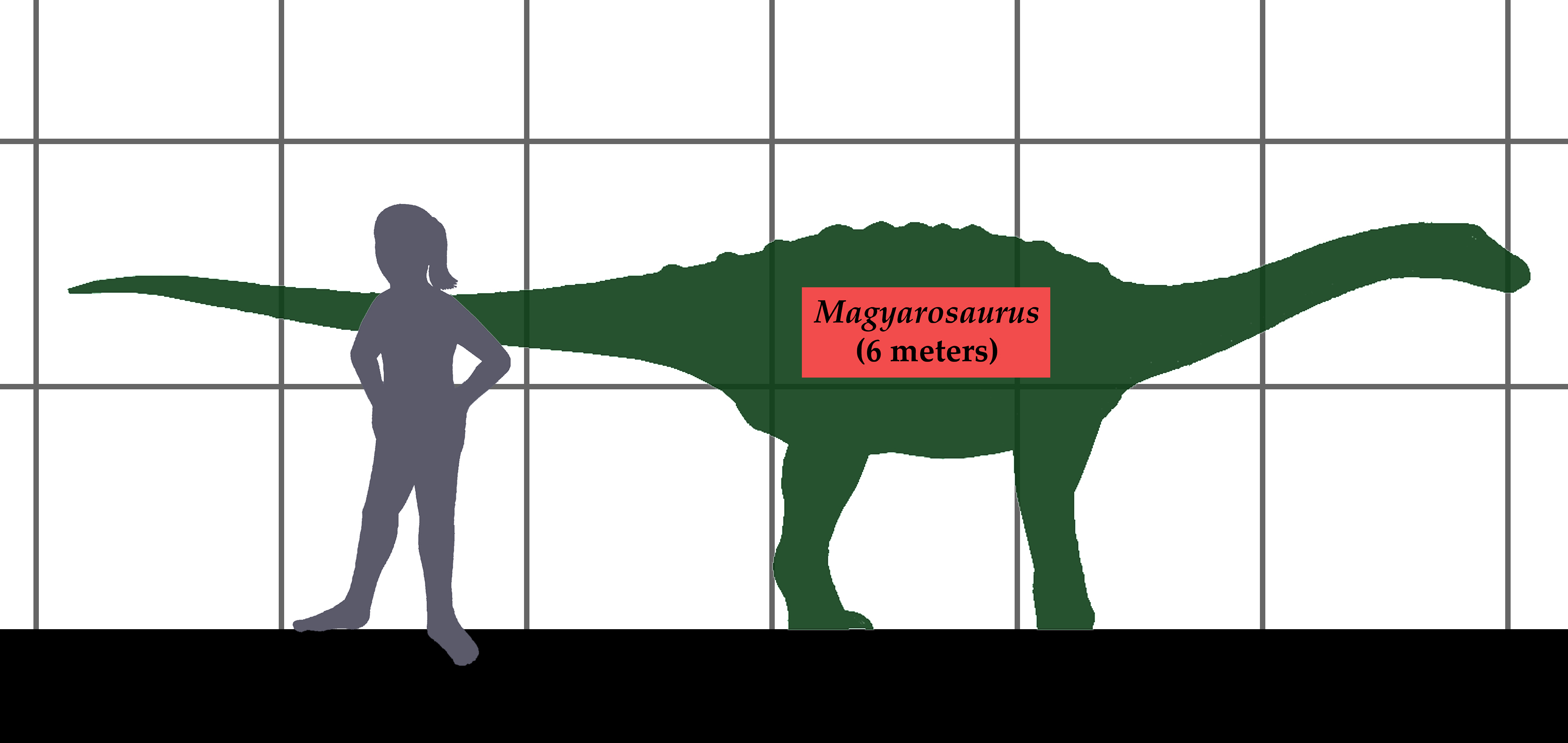
В сравнении с человеком

Согласно оценкам Грегори Пола (2010, 2016 и 2024), мадьярозавр достигал 6 м в длину при массе 1 т. Бенсон и соавторы (2014) оценили массу M. dacus в 750 кг.
По оценке Молины-Переса и Ларраменди (2020), при жизни образец FGGUB R.1992 (бедренная кость M. dacus) имел тело длиной 5,4—5,55 м при высоте 1,2 м в плече и массе 520 кг. Таким образом, мадьярозавр был одним из самых маленьких завропод, немного крупнее большой панды, что объясняется его островной карликовостью. Молина-Перес и Ларраменди сравнивают оценку размера мадьярозавра с собственной оценкой размеров титанозавра Argyrosaurus: длина мадьярозавра составляет 1/5 длины Argyrosaurus, а масса — 1/50 его массы. В том же источнике даются следующие оценки для образца MAFI Ob.3104 (неполная плечевая кость M. transsylvanicus): длина тела —11,3 м; высота в плече — 2,6 м; масса — 3,3 т.

## Классификация
Magyarosaurus dacus из формаций Санпетру и Денсус-Чула — типовой вид рода Magyarosaurus. Этот вид описал венгерский аристократ и палеонтолог Франц Нопча в 1915 году по двум позвонкам из маастрихта Румынии. Он дал ему название Titanosaurus dacus (по имени даков, группы древних фракийских племён, живших на территории Румынии). В 1932 году Фридрих фон Хюне описал дополнительный материал мадьярозавра и переименовал вид в Magyarosaurus dacus, то есть «венгерский ящер» (от венг. Magyarország — Венгрия). В том же исследовании фон Хюне выделил ещё два вида мадьярозавров: Magyarosaurus hungaricus и Magyarosaurus transsylvanicus, оба из формации Санпетру, а также отнёс часть материала к неопределённому виду (Magyarosaurus sp.). Кроме того, в 2008 году как Magyarosaurus sp. был определён позвонок из формации Себеш, предположительно переотложившийся из формации Шард (англ. Şard Formation).
Французский палеонтолог Жан Ле Леуфф (1993) предложил считать оба вида, выделенные фоном Хюне, младшими синонимами Magyarosaurus dacus. Данная классификация была принята во втором издании справочника «The Dinosauria» (2004). Гистологическое исследование Стейна и соавторов (2010) показало, что образцы M. dacus не являются детёнышами более крупного M. hungaricus. В своих таксономических ревизиях Маннион и соавторы (2019) и Диес Диас и соавторы (2023) пришли к выводу, что «Magyarosaurus» hungaricus является валидным таксоном, но не относится к роду Magyarosaurus и может быть представителем нового рода титанозавров.
П. Апчерч, П. М. Барретт и П. Додсон в справочнике «The Dinosauria» (2004) относят мадьярозавра  к кладе Lithostrotia. Согласно филогенетическим анализам по принципу консенсуса Адамса, проведённых американским палеонтологом К. Роджерс (2005), мадьярозавр может относиться к семейству Saltasauridae. В этих анализах он был обнаружен в одной кладе с малавизавром, немегтозавром, рапетозавром, бразильским таксоном (Brazil Series B) и, в одном из двух деревьев, агустинией. В деревьях строгого консенсуса положение мадьярозавра среди титанозавриформ становится неопределённым.

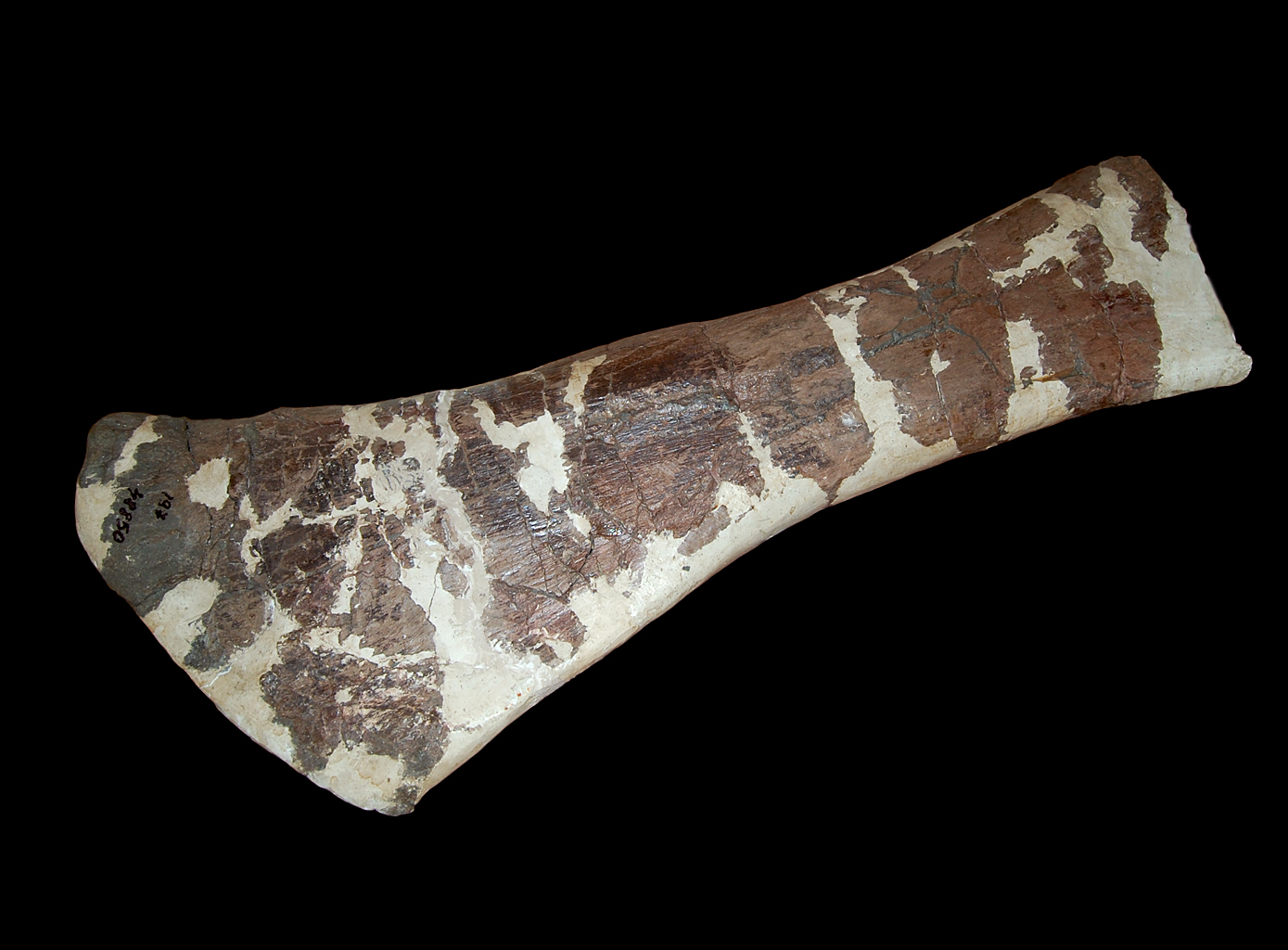
Плечевая кость
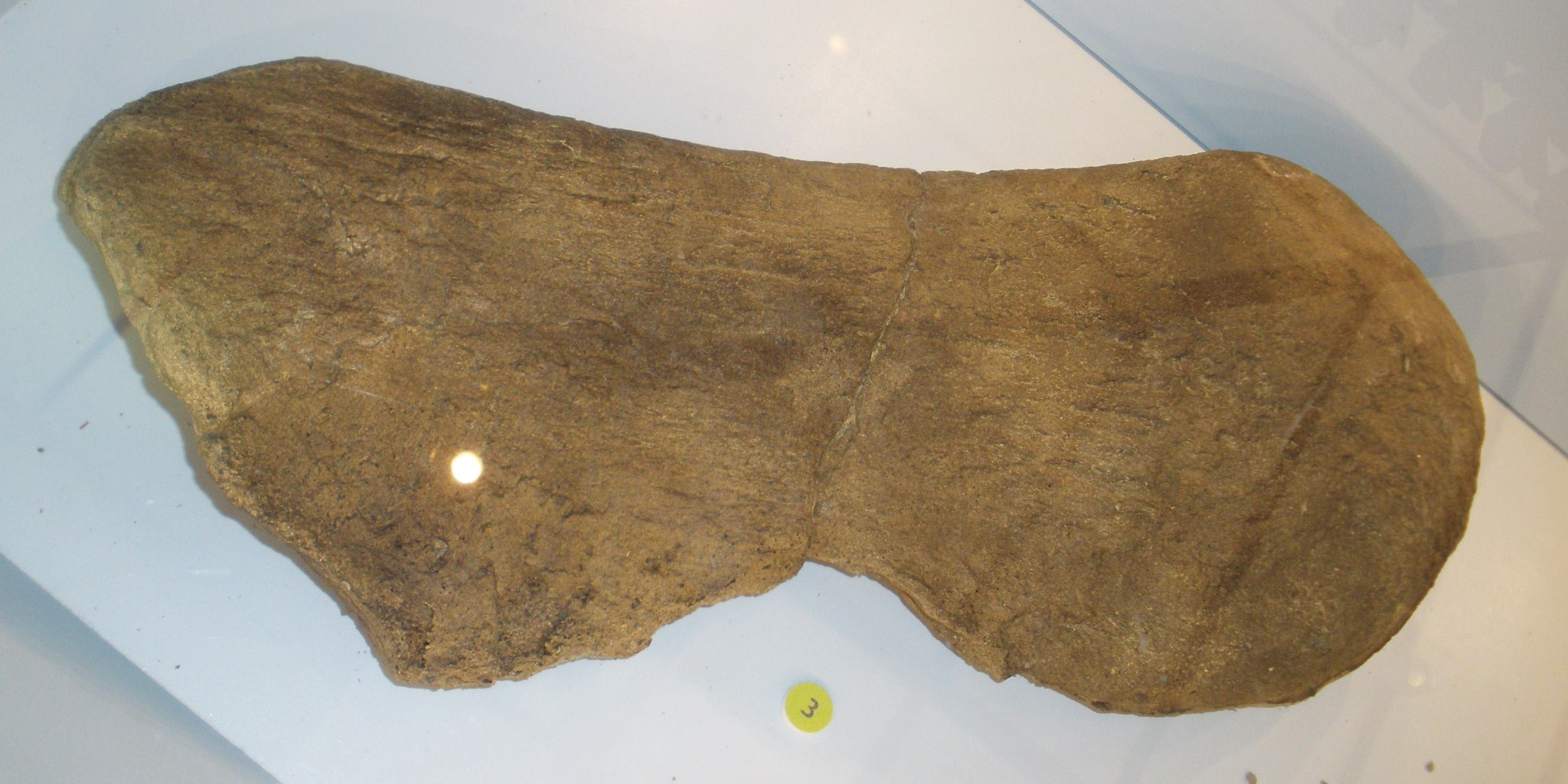
Лопатка
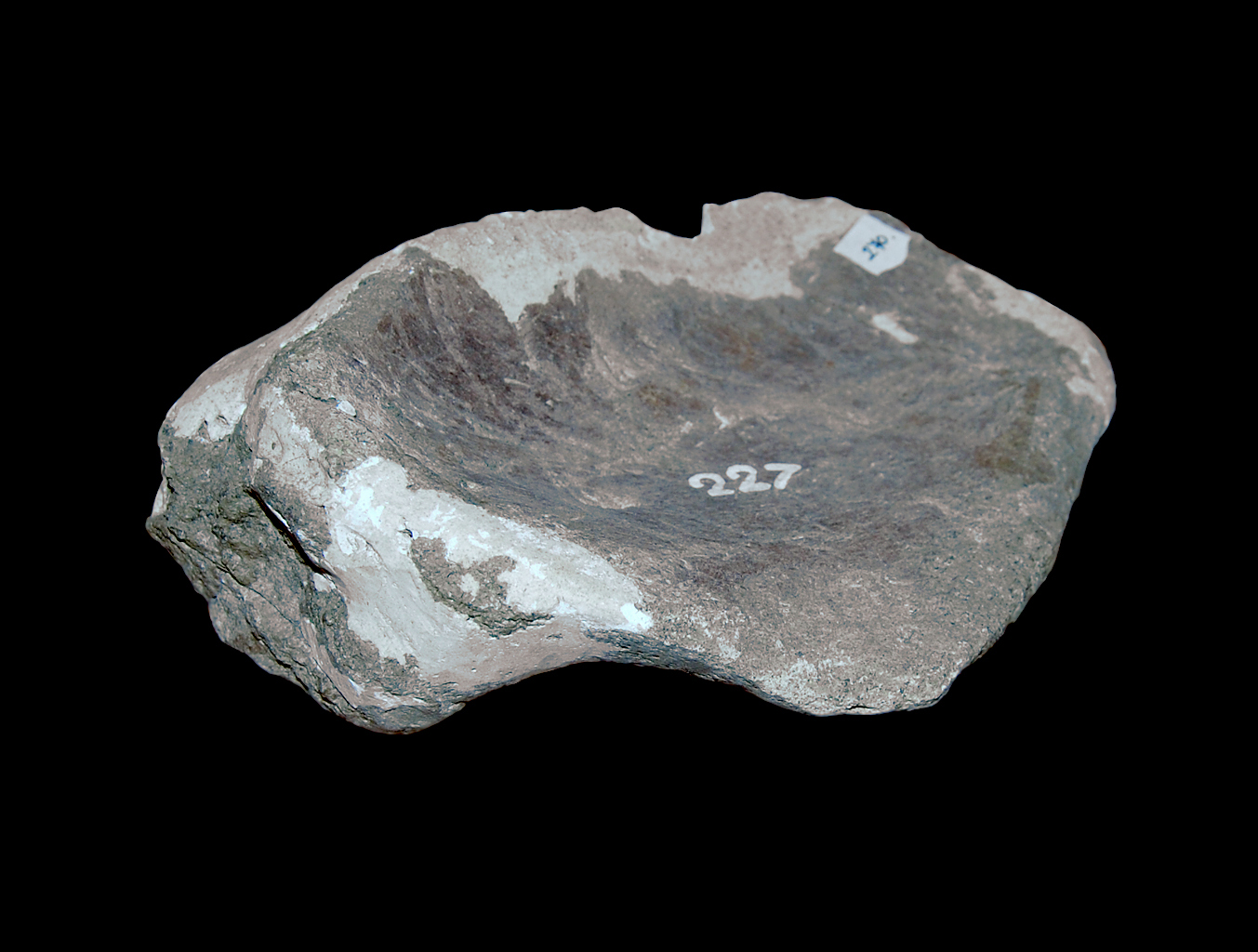
Коракоид
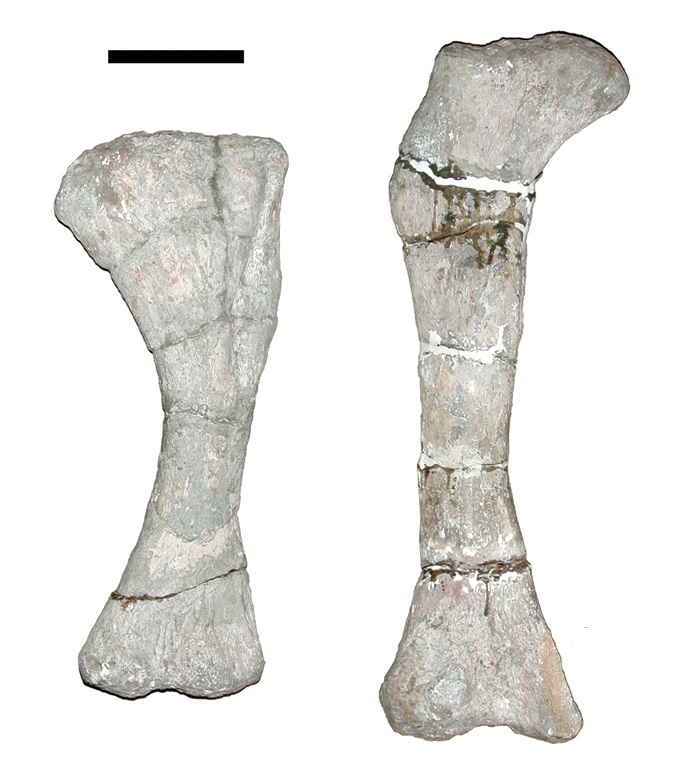
Левая плечевая кость (слева; вид спереди) и левая бедренная кость (вид сзади); шкала равна 10 см

## Палеобиология и палеоэкология
Изолированное обитание мадьярозавра на острове Хацег, существовавшем в конце мелового периода на территории современной Румынии, привело к уменьшению размеров динозавра в процессе эволюции. Это связано с ограниченными запасами пищи и малым количеством хищников (самым крупным из которых был гигантский птерозавр хацегоптерикс).
Нопча был первым, кто объяснил относительно небольшой размер мадьярозавра островной карликовостью.  С тех пор мадьярозавр является классическим примером островной карликовости среди динозавров. Ле Леуфф (2005) предположил, что образцы мадьярозавра на самом деле принадлежат детёнышам. Однако Стейн и соавторы (2010) доказали, что даже самые маленькие образцы мадьярозавра имеют костную микроструктуру, соответствующую микроструктуре костей взрослых особей других таксонов завропод.
Островная карликовость предполагалась и для других динозавров, живших на той же территории и в то же время, включая гадрозавроида Telmatosaurus, рабдодонтида Zalmoxes и нодозаврида Struthiosaurus. Исследование Оси и соавторов (2012) не подтверждает гипотезу о карликовости Zalmoxes, а карликовость Struthiosaurus, согласно обзору Бентона и соавторов (2010), нуждается в проверке.
Мадьярозавр являлся современником другого титанозавра — Paludititan, также жившего на территории Румынии.